# Тешань
Тешань (босн. і хорв. Tešanj, серб. Тешањ) — місто у північній частині Боснії і Герцеговини, у Зеницько-Добойському кантоні Федерації Боснії та Герцеговини, адміністративний центр однойменної громади.

## Історія

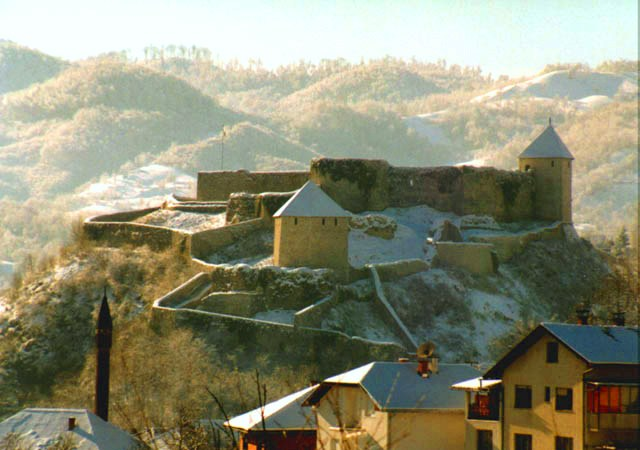
Тешанський замок

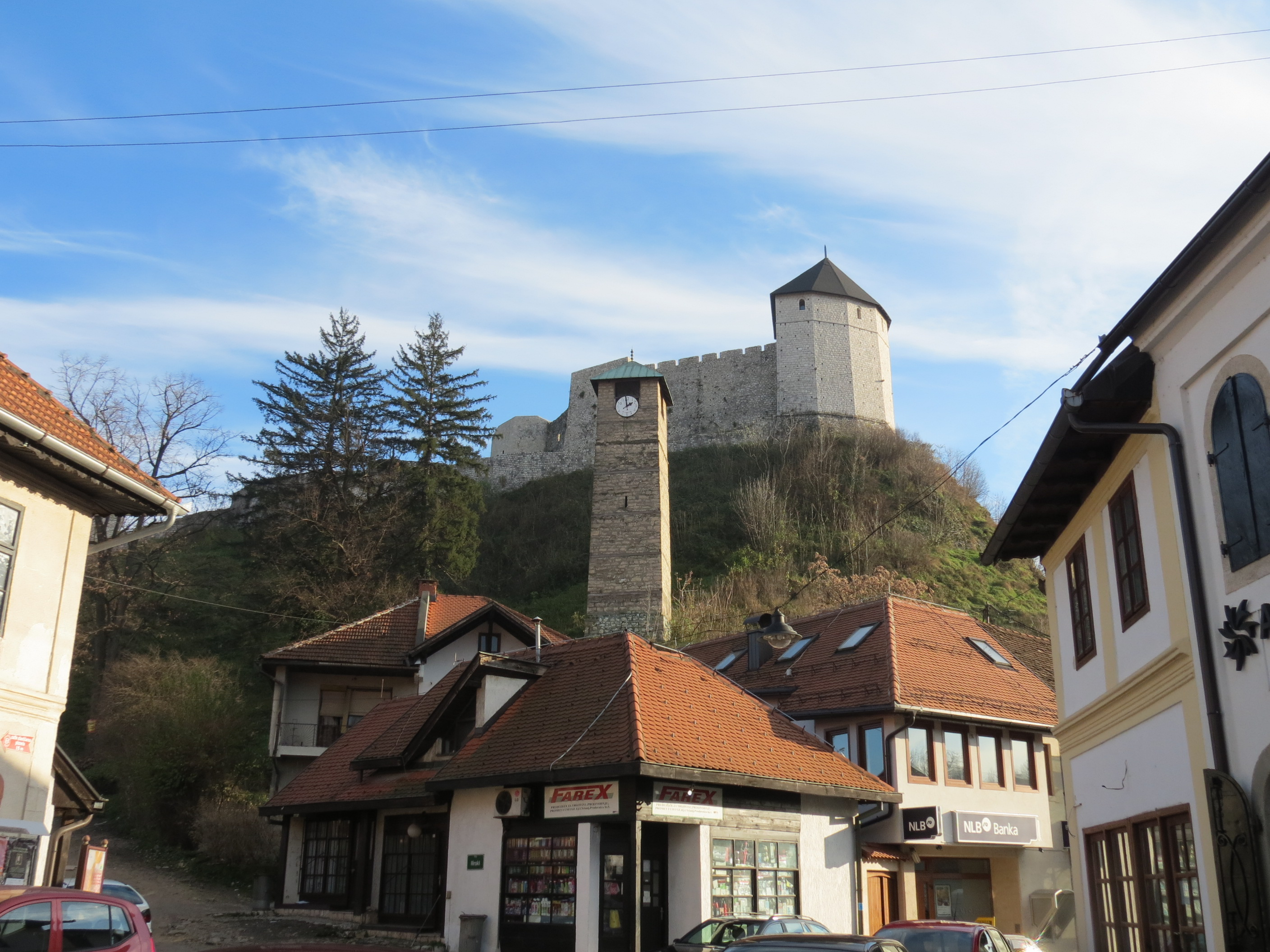
Вигляд замка із серця Старого міста в Тешані

Сучасна назва міста вперше згадується 1461 року у грамоті короля Стефана Томашевича своєму дядькові Радивою. У другій половині XV та першій XVI століть історія Тешаня відзначалася хаотичністю: оскільки Боснію османи вважали буферною державою, місто досить часто змінювало правителів, підпадаючи то під османську, то під угорську владу. У проміжку з 1463 по 1476 рік Тешань був центром Боснійського королівства та резиденцією герцога Радивоя Котроманича. З 1512 року (або 1520-21 рр.) місто остаточно перейшло під владу Османської імперії.
4 вересня 1878 Тешань захопила Австро-Угорщина. До того часу опір австро-угорській окупації Боснії вже було зламано, і ситуація рухалася до спокою. У цих краях розгорнулося будівництво. Споруджувалися дороги, відкривалися будівлі громадського призначення, як-от нинішній будинок муніципалітету, школи, аптеки та лікарні. Тешань отримав свій перший готель. Місто переживало стрімкий економічний розвиток. Відкрилися кілька банків, які кредитували ремесла та торгівлю. Таким чином, продовжувалася традиція банківської діяльності з 1630 року. Розвиток банківської справи в Тешані вплинув на розвиток цієї галузі по всій Боснії та Герцеговині.
Австро-угорська доба важлива для Тешаня і в сільськогосподарському відношенні. Набирає розмаху плодівництво. Більшають насадження слив, гарний урожай та якість яких приносять притік великих коштів із-за кордону. За один лише сезон Тешань експортує до 100 000 тонн сирих і сушених слив у Європу. 
З розпуском австро-угорської влади Тешань опинився в новоствореній державі СХС. У розвитку міста почався застій. Населення почало роз'їжджатися, насамперед у навколишні міста з кращим сполученням — Теслич і Добой. Тешанський район розформовано, а функція його адміністративного центру послабшала. З 1929 по 1941 рік Тешань входив до Врбаської бановини Королівства Югославія.
В умовах ослаблення функцій міста прийшла Друга світова війна. У Незалежній Державі Хорватія місто належало до Великої жупи Усора-Солі, де було районним центром. До національно-визвольного руху — боротьби проти окупації з території Тешаня долучилося 2800 бійців, із яких 380 загинуло за свободу і рівність, чого, як стверджують самі боснійці, так і не сталося в Югославії. Визволення Тешань зустрів з осторогою, оскільки звідси родом був один із керівником НДХ Адем-ага Месич. Люди знову виїжджають із Тешаня: частина жителів переселяється у Бановичі, Зеницю і Сараєво. Знову настав застій.
До влади в Тешані прийшли сербські сільські елементи, хоч вони й були у меншості. Після постанови Інформбюро проти Компартії Югославії та Тіто сербські елементи вибрали сторону Сталіна і Радянського Союзу. Це призвело до усунення сербського управлінського апарату на всіх рівнях. Владу перейняло місцеве, переважно міське населення. Почалася реорганізація райкомів. Настало відродження. Зміцнилися перспективи розвитку самоврядування. Налагоджувалася автомобільна, деревообробна та текстильна промисловість.
Посилилася урбанізація місцевості. Наприкінці 70-х у Тешані розпочався стрімкий розвиток, який, окрім суб'єктів господарювання, торкнувся будівництва комунікацій, закладів охорони здоров'я та освіти.

## Населення
| Тешань       |       |                |                |                |
| рік перепису | 2013  | 1991           | 1981           | 1971           |
| мусульмани   | —     | 4.651 (82,74%) | 4.376 (83,30%) | 3.489 (89,44%) |
| хорвати      | —     | 206 (3,665%)   | 160 (3,046%)   | 174 (4,460%)   |
| серби        | —     | 293 (5,213%)   | 248 (4,721%)   | 201 (5,153%)   |
| югослави     | —     | 392 (6,974%)   | 381 (7,253%)   | 11 (0,282%)    |
| албанці      | —     | —              | 13 (0,247%)    | 1 (0,026%)     |
| македонці    | —     | —              | 2 (0,047%)     | 4 (0,125%)     |
| словенці     | —     | —              | 1 (0,019%)     | 4 (0,103%)     |
| чорногорці   | —     | —              | 12 (0,228%)    | 9 (0,231%)     |
| інші         | —     | 79 (1,405%)    | 62 (1,180%)    | 12 (0,308%)    |
| загалом      | 5.531 | 5.621          | 5.253          | 3.901          |

## Пам'ятки
Закладання місцевої твердині, відомої також як Тешанський замок, розпочалося ще до того, як цей край завоювали римляни. Точні дати невідомі. Пізніше його зміцнювали римляни, слов'яни та турки-османи. Це було насамперед оборонне укріплення. Тешанський замок — один із найзначніших і найбільших замків у Боснії, площею близько 6 296 м2. В османську добу замок мав постійну залогу.

## Відомі уродженці
- Авдія Вршаєвич — футболіст